# Åtvidabergs Fotbollförening
O Åtvidabergs Fotbollförening, ou simplesmente Åtvidabergs FF, é um clube de futebol da Suécia fundado em 1 de julho de 1907. Sua sede fica localizada em Åtvidaberg.
As  cores de seu uniforme são o azul e o branco. Atualmente disputa a Division 1 Södra, a terceira divisão de futebol da Suécia.

## Elenco Atual
Nota: Bandeiras indicam equipe nacional, conforme definido pelas regras de elegibilidade da FIFA. Os jogadores podem ter mais de uma nacionalidade não-FIFA.
| N.º |         | Posição | Jogador                          |
| --- | ------- | ------- | -------------------------------- |
| 1   | Suécia  | G       | Henrik Gustavsson (vice capitão) |
| 2   | Brasil  | D       | Álberis da Silva                 |
| 3   | Suécia  | D       | Månz Karlsson                    |
| 4   | Suécia  | D       | Andreas Dahlén                   |
| 5   | Suécia  | D       | Daniel Hallingström (Capitão)    |
| 6   | Suécia  | M       | Ammar Ahmed                      |
| 7   | Suécia  | M       | Kristian Bergström               |
| 8   | Suécia  | D       | Petter Gustafsson                |
| 9   | Suécia  | A       | Victor Sköld                     |
| 10  | Suécia  | M       | Mauricio Albornoz                |
| 11  | Croácia | A       | Mario Jelavić                    |

| N.º |           | Posição | Jogador                              |
| --- | --------- | ------- | ------------------------------------ |
| 12  | Brasil    | M       | Bruno Marinho                        |
| 14  | Finlândia | M       | Simon Skrabb (emprestado do FF Jaro) |
| 15  | Suécia    | M       | David Lundgren                       |
| 16  | Suécia    | D       | Pontus Nordenberg                    |
| 17  | Finlândia | D       | Hampus Holmgren                      |
| 18  | Suécia    | A       | Joel Rajalakso                       |
| 19  | Nigéria   | A       | John Owoeri                          |
| 20  | Suécia    | G       | Gustav Jansson                       |
| 28  | Suécia    | D       | Martin Lorentzson                    |
| 32  | Dinamarca | M       | Martin Christensen                   |